# Italo Svevo

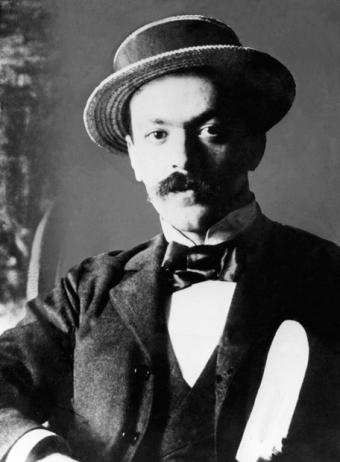
Italo Svevo

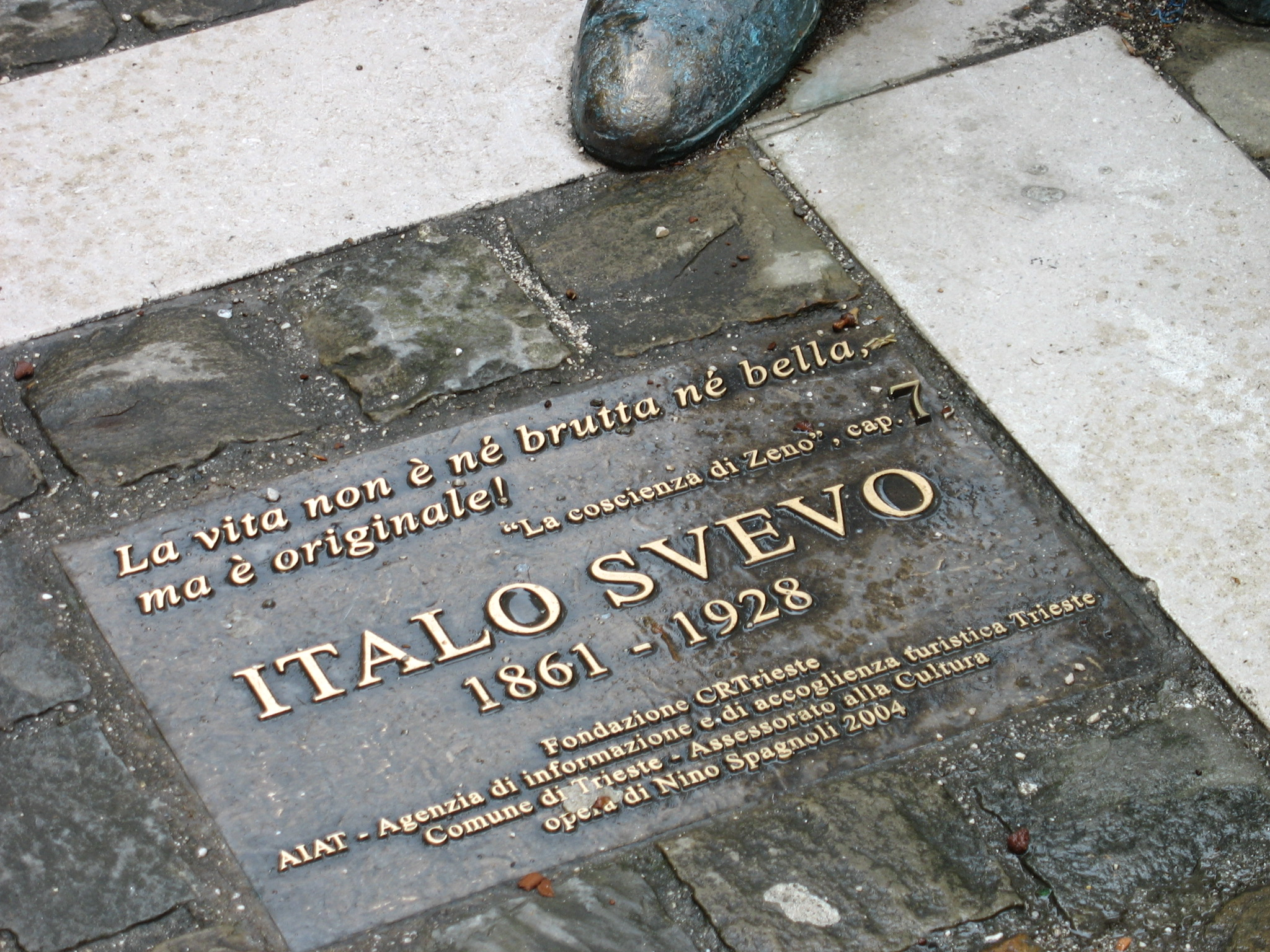
Bodenplatte und Fußspitze seiner Bronzestatue in Triest

Italo Svevo (eigentlich Aron Hector Schmitz, genannt Ettore Schmitz; * 19. Dezember 1861 in Triest, Österreich-Ungarn; † 13. September 1928 in Motta di Livenza bei Treviso) war ein italienischer Schriftsteller. Svevo gilt als führender italienischer Romanautor des 20. Jahrhunderts.

## Leben
Als fünftes von acht Kindern kam Aron Hector Schmitz (italienisch Ettore Schmitz) 1861 in Triest, das zu dieser Zeit zum Kaisertum Österreich (ab 1867 Österreich-Ungarn) gehörte, zur Welt. Sein Vater Franz Schmitz stammte aus einer wohlhabenden Familie jüdischer Abstammung aus Österreich, die Mutter Mirjam Felice (Allegra) Moravia aus einer ebenfalls wohlhabenden jüdischen Familie aus Triest. Svevos Vater arbeitete als selbstständiger Kaufmann in Triest.
Im Alter von zwölf Jahren wurde Ettore mit seinen Brüdern Adolfo und Elio auf das Internat des Brüsselschen Instituts nach Segnitz (bei Würzburg) geschickt. Der Vater plante für seine Söhne eine kaufmännische Karriere, wofür gute Deutschkenntnisse erforderlich waren. Ettore lernte in kurzer Zeit perfekt Deutsch und war fasziniert von deutschen Denkern wie Arthur Schopenhauer. 1878 kehrte er nach Triest zurück, wo er am Istituto Superiore di Commercio, einer Handelsschule, studierte. Da Svevo Schriftsteller werden wollte, unternahm er eine Reise nach Florenz, um das Italienische in seiner reinen (florentinischen) Form zu erlernen – neben Deutsch sprach er den Triester Dialekt, eine Variante des Venetischen.
Ab 1880 schrieb Ettore unter dem Pseudonym E. Samigli für die Triester Zeitung L'Indipendente Artikel und Theaterkritiken. In der Folgezeit verfasste er auch vier Theaterstücke, die aber keinen Erfolg hatten. Nachdem die Firma seines Vaters in Konkurs gegangen war, nahm Ettore eine Stelle bei der Banca Union, der Triester Filiale der Wiener Unionbank an. Neben dem ungeliebten Broterwerb las er viel und schrieb mehrere Novellen und Erzählungen. 1890 veröffentlichte L'Indipendente die längere Erzählung L'assassinio di via Belpoggio, die den Einfluss der Philosophie Schopenhauers zeigt. 1892 ließ er auf eigene Kosten seinen ersten Roman Una Vita drucken. Der Roman erschien unter dem Pseudonym Italo Svevo (was man mit „der italienische Schwabe“ übersetzen könnte). Der deutsche Schriftsteller Paul Heyse, später Träger des Literaturnobelpreises, schrieb ihm daraufhin einen enthusiastischen Brief – ansonsten blieb der Roman, von einer kurzen Rezension im Corriere della Sera abgesehen, ohne großen Erfolg.
1896 heiratete Svevo Livia Veneziani. Im Jahr darauf wurde die Tochter Letizia geboren. 1898 erschien Svevos zweiter Roman Senilità, den der Autor wieder aus eigener Tasche finanzierte. Auch dieses Buch fand keine Beachtung und dieses Mal äußerte sich auch Paul Heyse enttäuscht. Auf Drängen seiner Schwiegereltern schwor Svevo zu dieser Zeit, das Schreiben aufzugeben und sich ganz auf Familie und Beruf zu konzentrieren.
Nachdem er 1898 in die Leitung der Firma seines Schwiegervaters in Murano eintrat, konnte er seine Anstellung kündigen. In den recht profitablen Fabriken Moravia-Veneziani wurde ein Anstrich hergestellt, der das Faulen von Schiffsrümpfen wirksam bremste. Die Muße, die mit dem Wohlstand einherging, nutzte Svevo für Geigenunterricht. Teils privat, teils beruflich reiste er in diesen Jahren nach Frankreich und England (wo seit 1903 eine Niederlassung von Moravia-Veneziani bestand). In Triest nahm er englischen Sprachunterricht und lernte so 1905 an der Triester Berlitz-School James Joyce kennen, der dort als Sprachlehrer arbeitete. Die beiden (zu dieser Zeit noch weitgehend unbekannten) Autoren freundeten sich an. Joyce las Svevos Romane, war von ihnen begeistert und ermutigte ihn zu weiteren Arbeiten. 
Nach dem Ersten Weltkrieg – Triest war nun Teil Italiens – übersetzte Svevo während eines längeren Krankenhausaufenthalts Die Traumdeutung von Sigmund Freud ins Italienische und beschäftigte sich auch darüber hinaus mit der Psychoanalyse. Als Ettore Schmitz betätigte er sich politisch und schrieb für die neuentstandene Zeitung La Nazione. Zugleich begann er wieder als Italo Svevo zu schreiben: „La coscienza di Zeno“ (im Dt. doppeldeutig: Zenos Gewissen oder Zenos Bewusstsein) wurde 1923 veröffentlicht, wiederum ohne dass das literarische Italien davon Notiz genommen hätte. James Joyce, dessen Figur des Leopold Bloom die des Zeno stark beeinflusst hatte, lebte mittlerweile in Paris. Er begeisterte den Übersetzer und Kritiker Valery Larbaud für das Buch, wodurch es zu einem Angebot für eine französische Ausgabe kam. Bis es so weit war, erschienen Auszüge aus Werken Svevos in einer Sondernummer der Zeitschrift Le Navire d'Argent. Auf dem Umweg über Frankreich schaffte Svevo so doch noch den Durchbruch. Der späte Erfolg bestärkte ihn und er widmete sich nun intensiv der Literatur. 1927 erschien La coscienza di Zeno in der französischen Übersetzung von Paul-Henri Michel, im selben Jahr wurde sein Einakter Terzetto Spezzato in Rom uraufgeführt. Svevo begeisterte sich für die Werke von Franz Kafka und begann unter diesem Einfluss seinen vierten Roman Il vecchione, der jedoch unvollendet blieb. Am 13. September 1928 starb Italo Svevo nahe Treviso an den Folgen eines Autounfalls.

## Einfluss
In Italien wird Svevo mittlerweile als einer der größten Schriftsteller gefeiert, den Italiens klassische Moderne hervorgebracht hat. Seine Helden scheitern am wirklichen Leben, dies aber auf eine beklemmende (Senilità) oder komische (Zenos Gewissen) Weise, die Svevos Lektüre interessant macht. In Deutschland erschienen schon früh Übersetzungen von Werken Svevos durch Piero Rismondo. Seit den 1970er Jahren setzte sich Eckhard Henscheid wiederholt für Svevo ein. Im Jahr 2000 erfolgte eine Neuübersetzung durch Barbara Kleiner.
In Hamburg wird jährlich der mit 15.000 EUR dotierte Italo-Svevo-Preis verliehen. 

## Werke
Briefe
- Corrispondenza con Valery Larbaud, Benjamin Crémieux e Marie Anne Comnène. Insegna del Pesce d'Oro, Mailand 1953.

Einzelausgaben
- L'avvenire dei ricordi. 1877
- Ariosto Governatore. 1880
- Il primo amore. 1880
- Le roi est mort, vive le roi! 1880
- I due poeti. 1880
- Difetto moderno. 1881
- La storia dei miei lavori. 1881
- La gente superiore. 1881 (früherer Titel I tre caratteri)
- L'assassinio di via Belpoggio. 1890
- Ein Leben. Roman („Una Vita“). Neuausg. Manesse, Zürich 2007, ISBN 978-3-7175-2124-2[2]
- Senilità. Roman („Senilità“). 1898/1927, Neuaufl. Diogenes, Zürich 2005, ISBN 3-257-23479-1 (früherer Titel Ein Mann wird älter)[2]
- Lo specifico del dottor Menghi (Das Serum des Doktor Menghi), 1904
- Zenos Gewissen. Roman. („La coscienza di Zeno“) Neuübersetzung Barbara Kleiner, Zweitausendeins, Frankfurt 2000, ISBN 3-86150-345-X (frühere Übers. von Rismondo Zeno Cosini).[2][3]
- La madre. La Spiga, Vimerecato 1993, ISBN 88-7100-266-0 (Nachdr. d. Ausgabe Rom 1926)
- Ein gelungener Scherz. Eine Erzählung („Una burla riuscita“). Insel, Frankfurt 2002, ISBN 3-458-34508-6.[4]
- Vino generoso. Casagrande, Bellinzona 2008, ISBN 978-88-7713-505-6 (Nachdr. d. Ausg. Rom 1926)
- Der alte Herr und das schöne Mädchen („La novella del buon vecchio e della bella fanciulla“). 4. Aufl. Wagenbach, Berlin 2004, ISBN 3-8031-1175-7[2]
- Terzetto Spezzato. 1927
- Il vecchione (unvollendet, postum)
- Kurze sentimentale Reise. Eine Erzählung („Corto viaggio sentimentale“). Insel, Frankfurt 2003, ISBN 3-458-34637-6[5].
- Ein gelungener Streich, Erzählungen. Manesse, München 2014, ISBN 978-3-7175-2318-5.

Werkausgabe
- Gesammelte Werke in Einzelausgaben. Rowohlt, Reinbek 1984–1996 (7 Bände)